# Murina ussuriensis
Murina ussuriensis är en fladdermusart som beskrevs av Sergej Ognew 1913. Murina ussuriensis ingår i släktet Murina och familjen läderlappar. IUCN kategoriserar arten globalt som livskraftig. Inga underarter finns listade i Catalogue of Life.
Arten når en kroppslängd (huvud och bål) av cirka 40 mm, en svanslängd av ungefär 25 mm och den har cirka 27 mm långa underarmar. Bakfötterna är cirka 10 mm långa och öronen är cirka 13 mm stora. Håren som bildar pälsen på ovansidan är mörka nära roten, ljusa i mitten och rödbruna vid spetsen. På undersidans förekommer ljus och gråaktig päls. Baksidan av benen, fötterna och svansflyghuden är likaså täckt med hår. I överkäken är den första premolaren betydlig mindre än den andra premolaren.
Denna fladdermus förekommer i Japan, i Sydkorea, troligen i nordöstra Kina och i angränsande områden av Ryssland, inklusive södra Sachalin. Arten vistas i olika habitat. Den vilar i trädens håligheter, i täta bladansamlingar, under lösa barkskivor eller i grottor.